# Susanne Wasum-Rainer

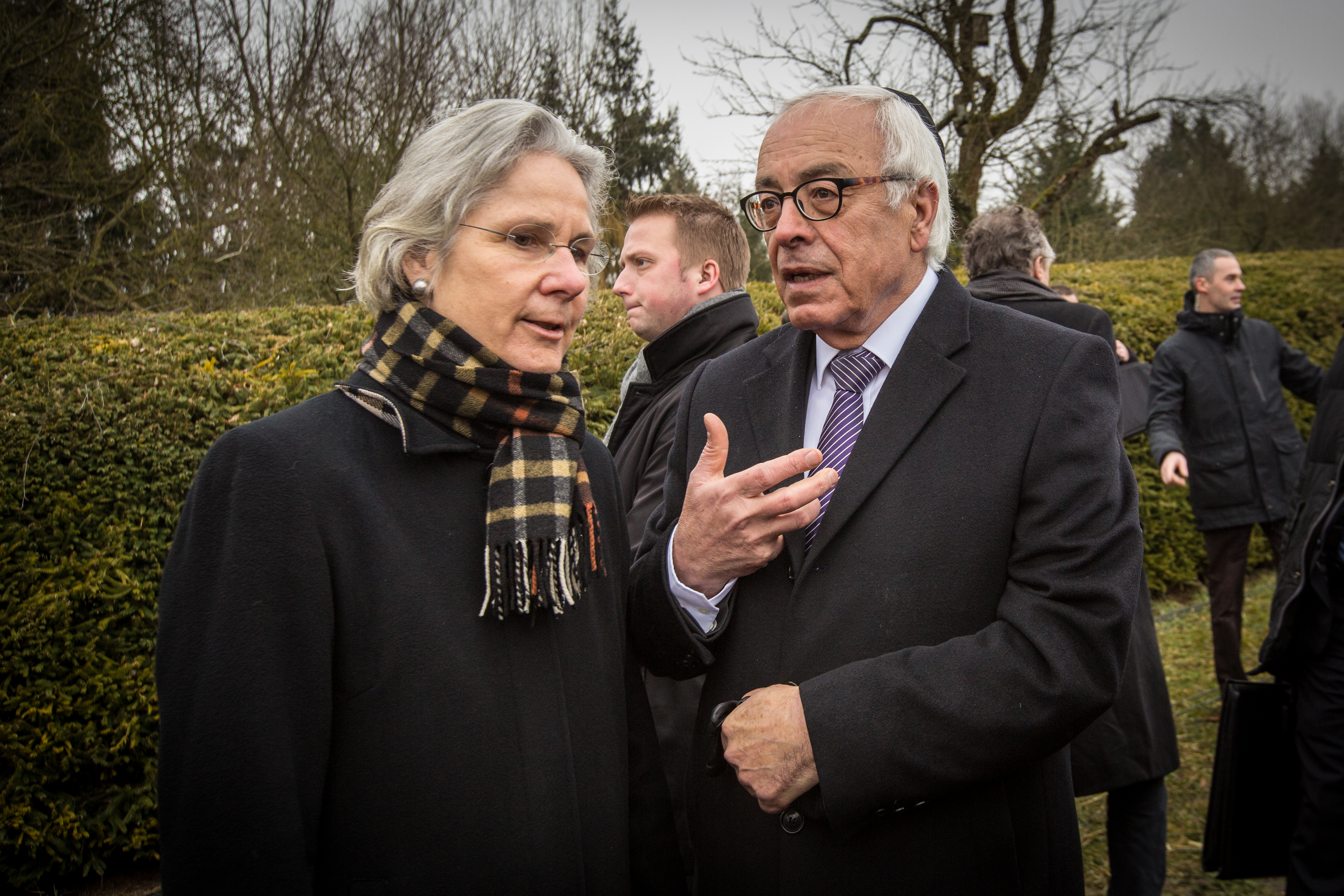
Susanne Wasum-Rainer und Yossi Gal, israelischer Botschafter in Frankreich, in Sarre-Union am 17. Februar 2015

Susanne Marianne Wasum-Rainer (* 31. Juli 1956 in Mainz) ist eine deutsche Diplomatin im Ruhestand.

## Leben
Susanne Wasum-Rainer ist die Tochter von Brigitte Wasum (geborene Zwicknagl, eine Schwester von Marianne Strauß) und des Weinguts- und Sektkellereibesitzers Wilhelm Wasum. Sie begann nach dem Abitur 1975 ein Studium der Rechtswissenschaften an der Johannes Gutenberg-Universität Mainz, welches sie an der Universität Passau und der Ludwig-Maximilians-Universität München fortsetzte, und absolvierte 1981 ihr erstes sowie 1984 ihr zweites juristisches Staatsexamen. 1983 erfolgte ihre Promotion zum Dr. iur. an der Universität Passau mit einer Dissertation zum Thema Der internationale Seegerichtshof im System der obligatorischen Streitbeilegungsverfahren der Seerechtskonvention. Bis 1986 arbeitete sie für die Stiftung Wissenschaft und Politik.
Susanne Wasum-Rainer ist verwitwet und hat eine Tochter.

## Laufbahn
Wasum-Rainer trat 1986 in den höheren Auswärtigen Dienst ein. Nach Beendigung der Attachéausbildung und Abschluss der Laufbahnprüfung fand sie von 1987 bis 1989 zunächst Verwendung in der Zentrale des Auswärtigen Amtes in Bonn und danach an der Botschaft in Marokko. Nach einer erneuten Verwendung in der Zentrale des Auswärtigen Amtes von 1991 bis 1993 war sie Mitarbeiterin der Botschaft in Israel und im Anschluss bis 1997 an der Ständigen Vertretung bei den Vereinten Nationen in Genf. Im Jahr 2000 kehrte Susanne Wasum-Rainer in das Auswärtige Amt zurück und wurde zunächst Referentin, danach 2002 Referatsleiterin sowie 2006 Beauftragte. Zuletzt war sie zwischen 2009 und 2012 Leiterin der Rechtsabteilung des Auswärtigen Amtes und Völkerrechtsberaterin der Bundesregierung.
Von 2012 bis 2015 war Susanne Wasum-Rainer deutsche Botschafterin in Frankreich. Ihr gelang es im Spätherbst 2012 – anlässlich des Jubiläums „50 Jahre Élysée-Vertrag“ –, dass das Projekt United Buddy Bears für sechs Wochen auf dem Champ de Mars, am Fuße des Eiffelturmes, präsent sein konnte. Die Ausstellung in Paris diente dazu, die guten Beziehungen zwischen Frankreich und Deutschland sowie zwischen Paris und Berlin zu unterstreichen. Von Juli 2015 bis September 2018 war Susanne Wasum-Rainer deutsche Botschafterin in Italien und San Marino. Von September 2018 bis Juni 2022 war die Hebräisch sprechende Wasum-Rainer Botschafterin in Israel.
In Paris, Rom und Tel Aviv übernahm sie nacheinander als erste Frau die Leitung der jeweiligen Botschaft.
Seit 2021 hat Wasum-Rainer zusammen mit Michele Valensise die Präsidentschaft des deutsch-italienischen Dialogzentrums Villa Vigoni inne.

## Veröffentlichungen
- Der internationale Seegerichtshof im System der obligatorischen Streitbeilegungsverfahren der Seerechtskonvention. Dissertation, Universität Passau 1983. Florentz-Verlag, München 1984, ISBN 3-88073-311-3.